# 羅索什 (斯瓦利亞瓦區)
48°29′48″N 23°8′34″E / 48.49667°N 23.14278°E
羅索什（烏克蘭語：Росош），是烏克蘭西部的村莊，隸屬外喀爾巴阡州的穆卡切沃區。該村始建於1944年，面積1.43平方公里，海拔高度307米，2001年人口2,250。